# Uranotaenia civinskii
Uranotaenia civinskii is een muggensoort uit de familie van de steekmuggen (Culicidae). De wetenschappelijke naam van de soort werd voor het eerst geldig gepubliceerd in 1953 door John Nicholas Belkin.